# Sonic Rush
Sonic Rush ist ein 2D-Jump-’n’-Run-Computerspiel, das von Sonic Team und Dimps entwickelt und von Sega erstmals in Nordamerika am 15. November 2005 für den Nintendo DS veröffentlicht wurde.
Das bewährte, zweidimensionale Gameplay wurde dabei um Schnelligkeit, dreidimensionale Objekte und Umgebungen sowie um die neu eingeführten Charaktere Blaze the Cat und Dr. Eggman Nega erweitert. Der Spieler kann das Abenteuer entweder aus der Sicht von Sonic oder Blaze erleben, erreicht das Finale jedoch nur, wenn beide Charaktere ihre Geschichte mit allen sammelbaren Emeralds abgeschlossen haben.
Es ist der Nachfolger von Sonic Advance 3 (2004) und der Vorgänger von Sonic Rush Adventure (2007).

## Handlung
Sonic fällt nach einem siegreichen Kampf gegen Dr. Eggman ein heruntergefallener Edelstein seines Widersachers auf, der augenblicklich von einem noch unbekannten Katzenmädchen aufgesammelt wird, welches kurz daraufhin wieder verschwindet. Es stellt sich heraus, dass es sich dabei um Blaze the Cat handelt, die aus einer anderen Dimension in Sonics Welt gelangt ist und die geheimnisvollen Sol Emeralds, die Gegenstücke der Chaos Emeralds aus ihrer Welt sammelt, um wieder nach Hause zurückkehren zu können. Bald darauf trifft Sonic auf Dr. Eggman Nega, der ebenfalls aus der anderen Dimension stammt und nun die hiesigen Chaos Emeralds sucht. So reist Sonic durch viele Orte, um mit Tails’ Hilfe die Chaos Emeralds zu finden und immer wieder Dr. Eggman Nega zu besiegen, während Blaze, die sich mit Cream the Rabbit anfreundet, parallel die Sol Emeralds sucht und es ständig mit Dr. Eggman aufnimmt. Beide treffen auf ihren Reisen auch auf Knuckles und Amy, die ihnen Wege freilegen oder bei der Wegfindung helfen.
Tails findet heraus, dass die beiden Dimensionen immer instabiler werden und drohen, zu kollabieren, wenn sich die Sol Emeralds weiter in der falschen Dimension befinden. Es stellt sich nicht nur heraus, dass Dr. Eggman diese Verzerrung verursachte, sondern dass er mit Dr. Eggman Nega zusammenarbeitet, damit sie alle Chaos Emeralds und Sol Emeralds zusammentragen, um die Weltherrschaft zu erlangen. Das Zusammentragen gelingt jedoch Sonic und Blaze, die schlussendlich sogar gegeneinander kämpfen, bis Blaze einsieht, dass sie eigensinnig und stur handelte. Sie vereinen ihre Emeralds und verwandeln sich so zu Super Sonic und Burning Blaze. Mit vereinten Kräften können sie Dr. Eggman und Dr. Eggman Nega besiegen, woraufhin Blaze Abschied nimmt und mit Dr. Eggman Nega und den Sol Emeralds in ihre Dimension zurückkehrt. Cream, die traurig über den plötzlichen Verlust ihrer neuen Freundin ist, kann von Sonic getröstet werden.

## Gameplay
In Sonic Rush übernimmt der Spieler wahlweise die Kontrolle über den blauen Igel Sonic the Hedgehog oder das Katzenmädchen Blaze the Cat in einem sidescrollenden 2D-Jump-’n’-Run. Neben dem Steuerkreuz zur Bewegung ist nur ein Aktionsknopf zum Springen nötig. In springender oder rollender Form, Spin Jump (Sonic) / Axel Jump (Blaze) genannt, kann die Spielfigur Gegner besiegen oder Itemboxen in Form von Monitoren, auf dessen Bildschirm das jeweilige enthaltene Item angezeigt wird, öffnen. Wenn man mit dem Steuerkreuz nach unten die Spielfigur ducken lässt und dann die Sprungtaste betätigt und loslässt, kann sie mit dem Spin Dash (Sonic) / Burst Dash (Blaze) aus dem Stand schnell nach vorne preschen. Mit der Y-Taste wird der Super Boost (Sonic) / Fire Boost (Blaze) aktiviert, mit dem die Spielfigur noch schneller rennt und einige Gegner auf ihrem Weg besiegen kann, jedoch kostet das Tension Gauge-Energie aus der Leiste am Bildschirmrand. Diese Leiste kann durch das Sammeln von Ringen oder bestimmten Stunts, Grinds oder Tricks durch Tastenkombinationen aufgefüllt werden. Ebenso ist mit Tastenkombinationen Sonics Homing Attack und Blazes Burst Hover möglich. Bei Berührung können die goldenen Ringe eingesammelt werden; Nimmt die Spielfigur Schaden, verliert sie die Ringe. Nimmt die Spielfigur Schaden, ohne Ringe zu besitzen, fällt in einen tödlichen Abgrund, wird zerquetscht oder ertrinkt, verliert sie ein Extraleben, von denen man zu Spielbeginn zwei besitzt. Sammelt man 100 Ringe, erhält man ein weiteres Extraleben. Auch in den Itemboxen kann ein Extraleben, fünf Ringe, eine zufällige Ringanzahl, ein Schutzschild, ein magnetisches Schutzschild, vorübergehende Unverwundbarkeit oder ein wenig bis eine komplette Auffüllung der Tension Gauge-Leiste enthalten sein. Checkpoints in Form von großen, passierbaren Sternen markieren bei einem Lebensverlust den Rücksetzpunkt. Nach jedem erfolgreich abgeschlossenen Level oder Bosskampf erhält man eine Wertung von Rang S bis Rang C.
Das Spiel besteht aus neun Zonen (Leaf Storm, Water Palace, Mirage Road, Night Carnival, Huge Crisis, Altitude Limit, Dead Line, Unknown und Exception) mit regulär zwei Acts, die als Level definiert werden können, plus eines separaten dritten Acts, der meist aus einem Bosskampf gegen Dr. Eggman oder Dr. Eggman Nega und einer ihrer tödlichen Maschinen besteht. Die Ausnahme bilden Unknown und Exception, welche jeweils aus nur einem Act mit einem Bosskampf bestehen. Alle Level können auf einer Weltenkarte frei gewählt werden, sobald sie durch Abschluss vorheriger Level freigeschaltet wurden. Wählt man Sonic als Spielfigur, durchläuft man die ersten acht Zonen in der aufgelisteten Reihenfolge, während der Spielverlauf mit Blaze in einer anderen Levelreihenfolge stattfindet. Die Special Stages, die es nur in Sonics Storyline gibt, erreicht man durch in der Luft liegende Vorrichtungen mit Griff, die man in den Leveln finden und mit hoher Geschwindigkeit, vorzugsweise mit dem Super Boost der Tension Gauge-Leiste, drehen soll, um die Special Stages zu erreichen. In diesen, die deutlich an jene, ebenfalls als eine Halfpipe geformte Special Stage aus Sonic the Hedgehog 2 angelehnt sind, soll man die angegebene Anzahl an Ringen sammeln und dabei den entsprechenden Hindernissen wie Bomben ausweichen. Man bewegt sich dabei ausschließlich mit der Touchsteuerung auf dem Touchscreen des Nintendo DS, was kontrollierte Manöver zumeist erschwert, jedoch auch gewagtere Tricks und Combos für mehr Ringe ermöglicht. In jeder der ersten sieben Zonen des Spiels erhält man Zugriff auf eine jeweils andere Special Stage und jede hält am Ende einen Chaos Emerald bereit. Erst wenn man mit Sonic alle acht Zonen bewältigt und alle sieben Chaos Emeralds in den Special Stages eingesammelt hat, sowie mit Blaze alle acht Zonen bewältigt und alle sieben Sol Emeralds, die man automatisch nach gewonnenen Bosskämpfen erhält, eingesammelt hat, erhält man im Menü Zugriff auf die „Extra“-Storyline, in der das Finale der Handlung sowie die letzte Zone Exception, in der man Super Sonic und Burning Blaze steuert, behandelt werden.
Der Mehrspielermodus kann gespielt werden, wenn zwei Nintendo-DS-Geräte jeweils mit einem Sonic Rush-Modul drahtlos miteinander verbunden werden. In diesem Battle Play-Modus treten die Spieler als Sonic und Blaze in den Leveln des Spiels gegeneinander an und können sich auch bekämpfen. Nur in diesem Spielmodus können in den Itemboxen zusätzlich Verlangsamungen des Mitspielers, zufällige Warps oder das Durcheinanderbringen der Steuerung des Mitspielers enthalten sein. Sieger ist, wer als erstes das Ziel erreicht. Wenn innerhalb des Zeitlimits keiner der beiden Spieler das Ziel erreicht, wird dies als Unentschieden gewertet. Zusätzlich verfügt das Spiel über einen Time-Attack-Modus.

### Level
| Nr. (Sonic) | Nr. (Blaze) | Zone           | Acts | Bosskampf           | Gegner                                      |
| ----------- | ----------- | -------------- | ---- | ------------------- | ------------------------------------------- |
| 1           | 2           | Leaf Storm     | 3    | Egg Hammer Mega     | Egg Pawn, Egg Flapper                       |
| 2           | 4           | Water Palace   | 3    | Egg Turtle          | Knight Pawn, Egg Flapper, Egg Diver, Klagen |
| 3           | 3           | Mirage Road    | 3    | Egg Scarap          | Egg Pawn, Egg Hammer, Egg Bishop            |
| 4           | 1           | Night Carnival | 3    | Egg Libra           | Egg Pawn Bunny, Batte Flapper               |
| 5           | 6           | Huge Crisis    | 3    | Egg Hammer Fortress | Gun Hunter, Bomb Hawk, Rhino Spring         |
| 6           | 5           | Altitude Limit | 3    | Egg Eagle           | Egg Flapper, Cannon Flapper, Falco          |
| 7           | 7           | Dead Line      | 3    | Sonic / Blaze       | Solid Pawn, Egg Hammer, Laser Flapper       |
| 8           | 8           | Unknown        | 1    | Egg King            | -                                           |
| 9           | 9           | Exception      | 1    | Egg Salamander      | -                                           |

## Synchronisation
Auf den spielbaren Versionen von Sonic Rush auf der Electronic Entertainment Expo 2005 und auf der Tokyo Game Show 2005 war im Spiel noch der vorherige Sonic-Sprecher Ryan Drummond bei Stunts und Aktionen zu hören. Offensichtlich wurde daher während der Entwicklung des Spiels vor der Fertigstellung der frühere Voicecast durch den neueren ausgetauscht.
| Synchronsprecher in Sonic Rush | Synchronsprecher in Sonic Rush | Synchronsprecher in Sonic Rush |
| Figur im Spiel                 | Englischer Synchronsprecher    | Japanischer Synchronsprecher   |
| ------------------------------ | ------------------------------ | ------------------------------ |
| Sonic the Hedgehog             | Jason Anthony Griffith         | Juni'chi Kanemaru              |
| Blaze the Cat                  | Erica Schroeder                | Nao Takamori                   |
| Miles Tails Prower             | Amy Palant                     | Ryō Hirohashi                  |
| Cream the Rabbit               | Rebecca Honig                  | Sayaka Aoki                    |
| Dr. Eggman                     | Mike Pollock                   | Chikao Ōtsuka                  |
| Dr. Eggman Nega                | Mike Pollock                   | Chikao Ōtsuka                  |

## Entwicklung
Auf der Electronic Entertainment Expo 2004, auf der ein Prototyp des Nintendo DS erstmals gezeigt wurde, präsentierte Sega zeitgleich auch ein eigenes Sonic-Spiel für das neue System, welches allgemein als Sonic DS bekannt ist. Dieses ursprüngliche Spiel sollte dreidimensionale Level beinhalten, wie es die Demo-Version zeigte. Man entschied sich jedoch im Anschluss aufgrund technischer Bedenken dagegen und begann stattdessen mit der Entwicklung eines Sonic-Spiels mit bewährtem, zweidimensionalen Gameplay, welches durch dreidimensionale Objekte bereichert werden sollte. Direktor Akinori Nishiyama, der zeitgleich auch an Sonic Advance 3 arbeitete, hatte nach eigener Aussage den Eindruck, dass die 2D-Sonicspiele zuletzt komplizierter geworden seien und wollte nach Sonic Advance 3 mit Sonic Rush wieder ein zugänglicheres Spielerlebnis bieten.
Sonic Rush wurde dann erstmals öffentlich auf der Electronic Entertainment Expo 2005 gezeigt und gewann dort den IGN's Biggest Surprise Award. Am 16. September 2005 wurde dann auf der Tokyo Game Show 2005 der neue, spielbare Charakter Blaze the Cat erstmals vorgestellt. In Japan wurde am Releasetag, den 23. November 2005, auch eine Musik-CD mit dem Soundtrack des Spiels namens Sonic Rush Original Groove Rush veröffentlicht.

## Neuveröffentlichungen und Nachfolger
Nur in den USA erschien das Sega Fun Pack: Sonic Rush & Super Monkey Ball: Touch & Roll im Jahre 2009. Dabei handelt es sich aber nicht um ein gemeinsames, eigenes Spiel, sondern es wurden beide separaten Spiele simpel für kurze Zeit zusammen verkauft.
Sonic Rush bekam auf dem Nintendo DS einen direkten Nachfolger mit Sonic Rush Adventure (2007).
Die Nintendo-DS-Version von Sonic Colours benutzt die Engine, Spielphysik, Sprites und Charaktermodelle der beiden Sonic Rush-Spiele und ist diesen damit so ähnlich, dass Sonic Colours für den Nintendo DS gemeinhin auch als Sonic Rush 3 bezeichnet wird. Engine und Spielphysik der Rush-Serie waren im Anschluss auch das Grundgerüst bei der Entwicklung von Sonic the Hedgehog 4: Episode I.

## Rezeption
Sonic Rush wurde allgemein sehr positiv bewertet. Gelobt wurde das Leveldesign und das schnelle Gameplay sowie die Kombination als klassischen Stärken und modernen Elementen, aber auch die optisch für DS-Verhältnisse beeindruckende Grafik, die farbenfrohe Aufmachung und der stimmungsvolle Soundtrack. IGN nahm es in seine Liste der 25 besten Nintendo-DS-Spiele auf.

„Ich liebe dich, du kleine, blaue, drollige, blitzschnelle Jump’n’Run-Rakete – und zwar mehr als je zuvor! Denn nie waren deine Levelkonstruktionen abgedrehter, deine unfairen Stellen seltener, deine Bosskämpfe spaßiger. Die fantasievollen Welten strotzen nur so vor witzigen Einfällen: Löst Schalterrätsel in Sekundenbruchteilen, segelt mit dem Gleiter durch die Lüfte oder bringt Euch mit einem Fallschirm in Sicherheit. Abwechslung wartet in den dreidimensionalen Bonus-Stages, wo Ihr mit Styluseinsatz auf Ringejagd geht. Doch wer will eigentlich Abwechslung, wenn wahnwitzige Loopingkonstruktionen und millimetergenaue Sprungpassagen jedes Jump’n’Run-Herz zum Rasen bringen. Da verzeihe ich wenige Frustmomente und den ruckeligen VS-Part gerne.“

„Trotz seiner offensichtlich hyperaktiven Natur – oder gerade deshalb – legt der blaue Säuger eine grandiose Leistung auf dem DS hin. Die Besinnung auf die alten 2D-Tugenden der Serie ist einfach top und macht auch heute noch unwahrscheinlich viel Spaß. Man jagt von einem Looping in den nächsten und treibt das Ganze durch ständige Zusatz-Schübe an die Grenze des Nachvollziehbaren. Herrlich! Nebenbei überzeugen die 3D-Passagen der Gameplay-Zeitreise und bringen eine willkommene Portion Abwechslung ins Spiel. Sogar der Mehrspieler-Part ist gut ausgestattet und macht, trotz häufiger Slowdowns, viel Spaß. Sonic-Nostalgiker: Ab in den Laden und holt euch das Teil.“

Auch aus kommerzieller Sicht war das Spiel ein Erfolg. Sonic Rush belegte noch im Dezember 2006 über ein Jahr nach Release Platz 9 der meistverkauften Nintendo-DS-Spiele. Genauere Verkaufszahlen sind nicht öffentlich, nur dass es sich von März 2006 bis März 2007 360.000-mal allein in Europa verkaufte und den Platin-Sales-Award von Entertainment and Leisure Software Publishers Association erhielt.